# Tillandsia hondurensis
Tillandsia hondurensis Hook., es una especie de planta epífita dentro del género  Tillandsia, perteneciente a la  familia de las bromeliáceas. Es originaria de Honduras. 

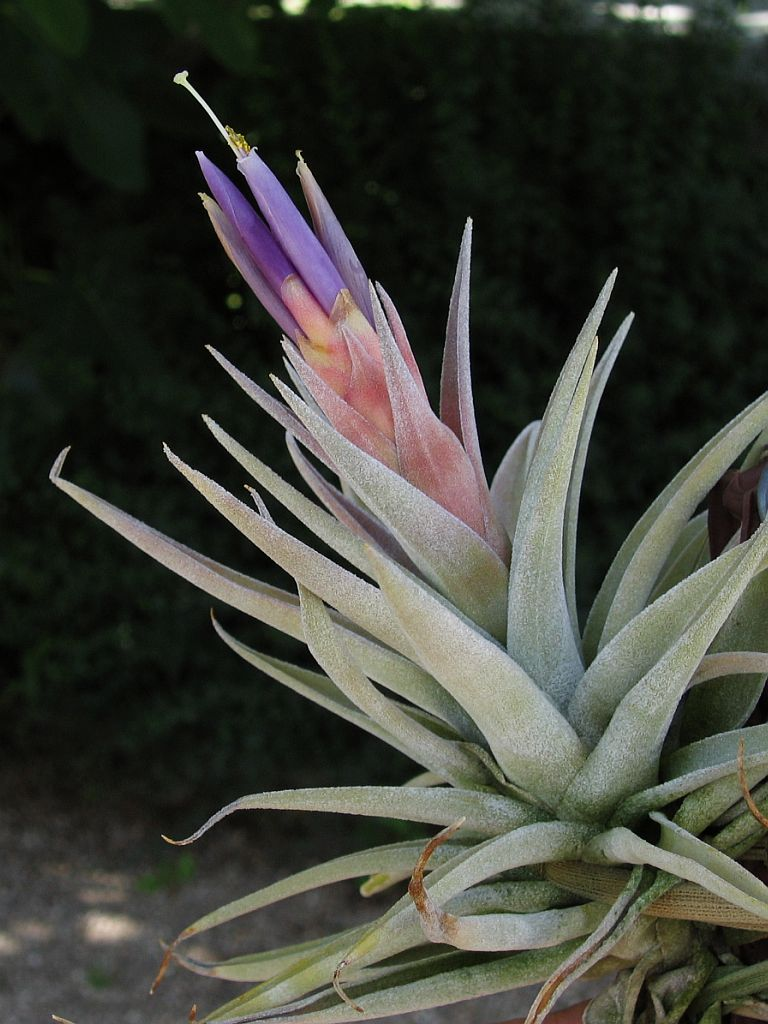
Vista de la planta

## Descripción
Son plantas epífitas que alcanzan un tamaño de 15-20 cm en flor, brevicaules. Hojas de 11-12 cm; vainas pálidas; láminas 2 cm de ancho, pruinoso-lepidotas, triangulares, largamente acuminadas. Escapo 6-7 cm; brácteas subfoliáceas, imbricadas. Inflorescencia c. 4 cm, simple, capitada, con 5-6 flores. Brácteas florales 4.5 cm, más largas que los sépalos, (imbricadas?), ecarinadas, densamente lepidotas. Flores dispuestas en espiral; sépalos 2.5 cm, membranáceos, esparcido lepidotos, los 2 posteriores débilmente carinados y connatos hasta 2 mm, libres del sépalo anterior ecarinado; pétalos violeta.

## Taxonomía
Tillandsia hondurensis fue descrita por Werner Rauh y publicado en Tropische und subtropische Pflanzenwelt 33: 103–105, f. 1. 1981.
Etimología
Tillandsia: nombre genérico que fue nombrado por Carlos Linneo en 1738 en honor al médico y botánico finlandés Dr. Elias Tillandz (originalmente Tillander) (1640-1693).
hondurensis: epíteto geográfico que alude a su localización en Honduras. 